# Kościół Ducha Świętego i Najświętszego Serca Pana Jezusa w Gostyniu
Kościół Ducha Świętego i Najświętszego Serca Pana Jezusa w Gostyniu – rzymskokatolicki kościół parafialny w Gostyniu, w województwie wielkopolskim. Należy do dekanatu gostyńskiego archidiecezji poznańskiej.

## Historia
Świątynia została wzniesiona w latach 1907-1909 w stylu neorenesansowym jako kościół ewangelicki. W 1906, z uwagi na brak funduszy prace budowlane przerwano, by wznowić je wiosną 1907. W Po 1945 roku została przejęta przez katolików. W 1973 roku została przy nim utworzona nowa rzymskokatolicka parafia.

## Architektura
Wnętrze kościoła jest jednonawowe. W prezbiterium znajduje się nowoczesny ołtarz główny. Na elewacji frontowej jest umieszczona tablica poświęcona księdzu Franciszkowi Olejniczakowi, który zainicjował budowę nowej siedziby gimnazjum w Gostyniu. Wieża ma 40 metrów wysokości.

## Galeria

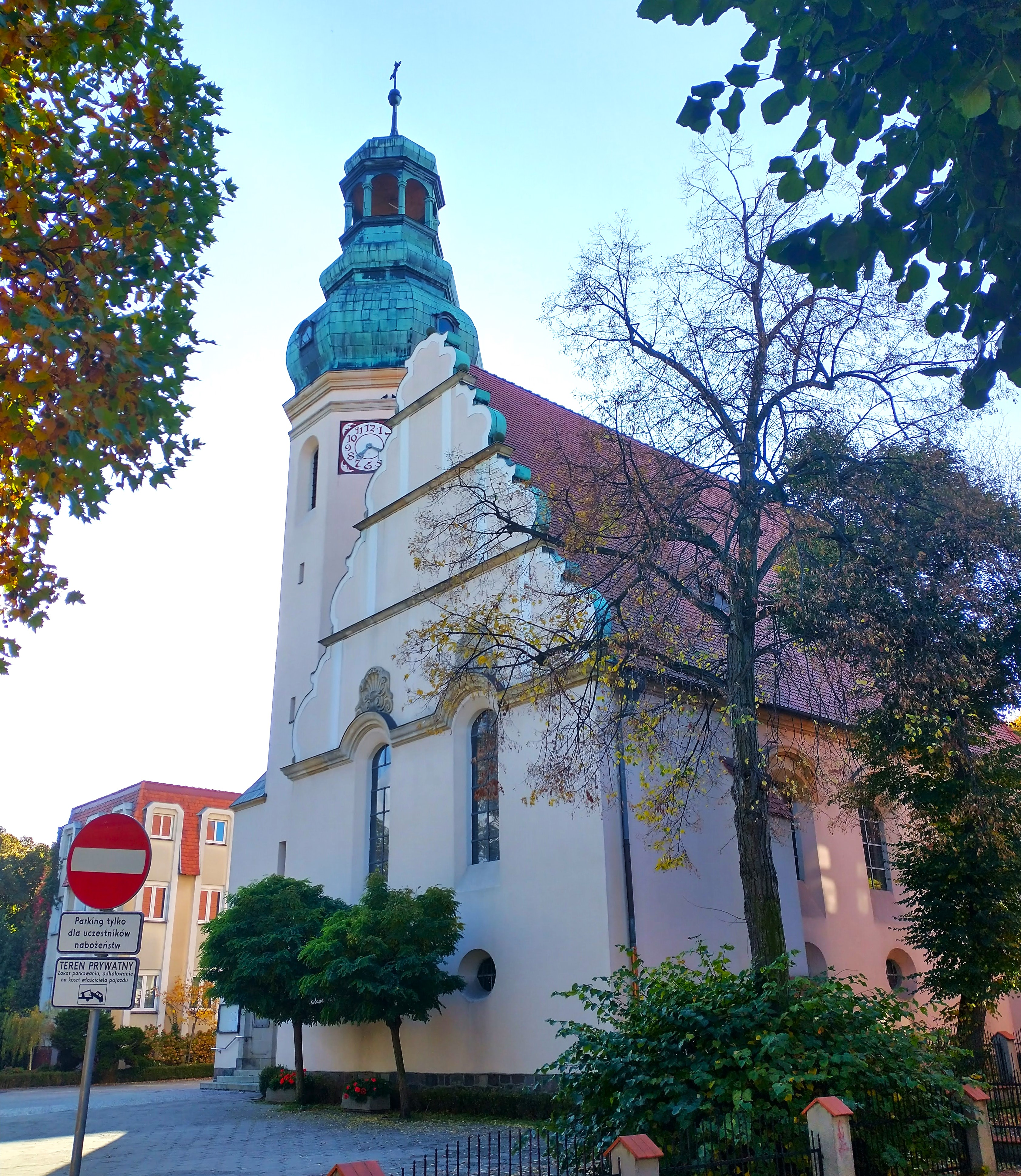
Widok od północy
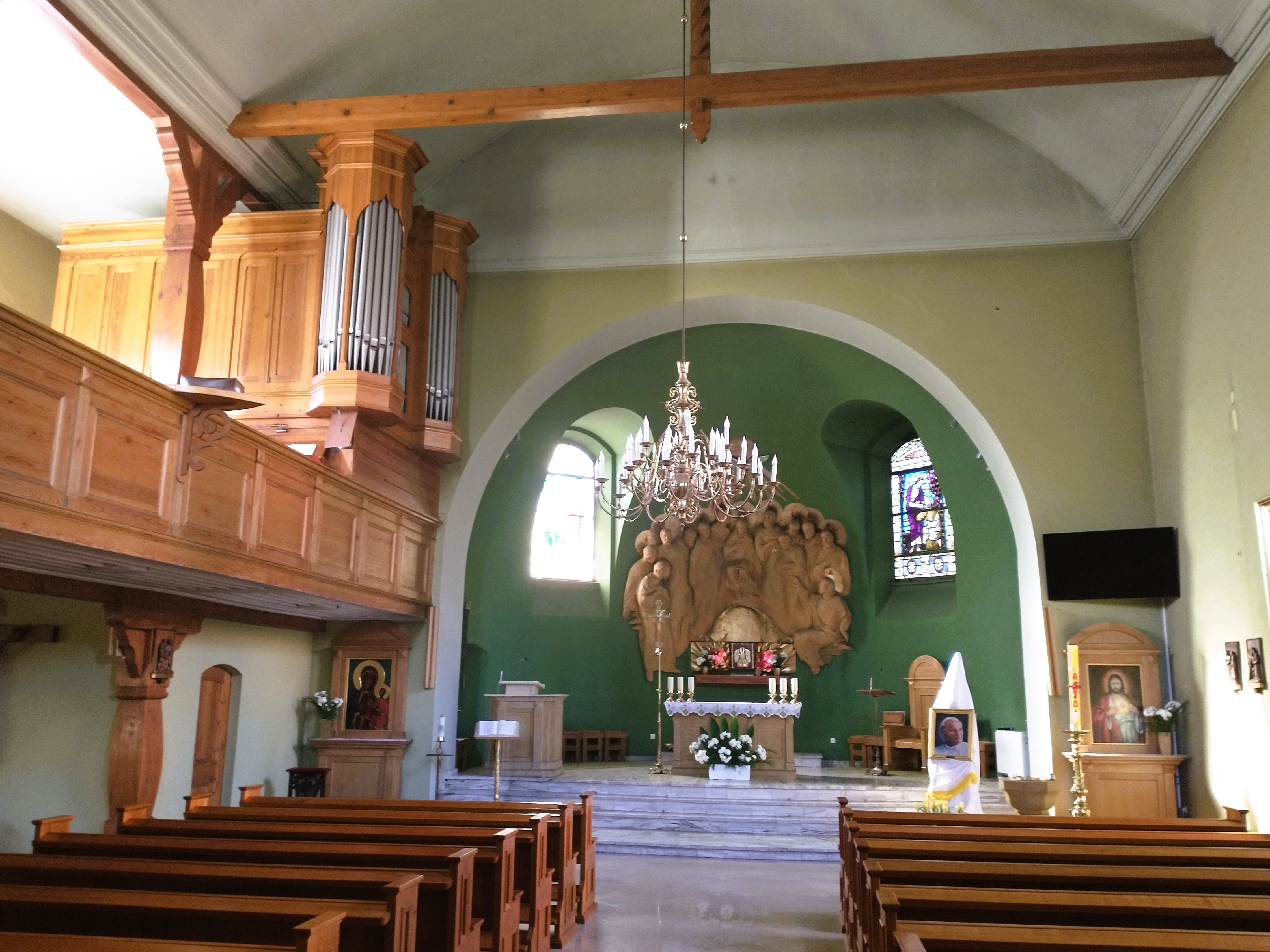
Wnętrze i ołtarz
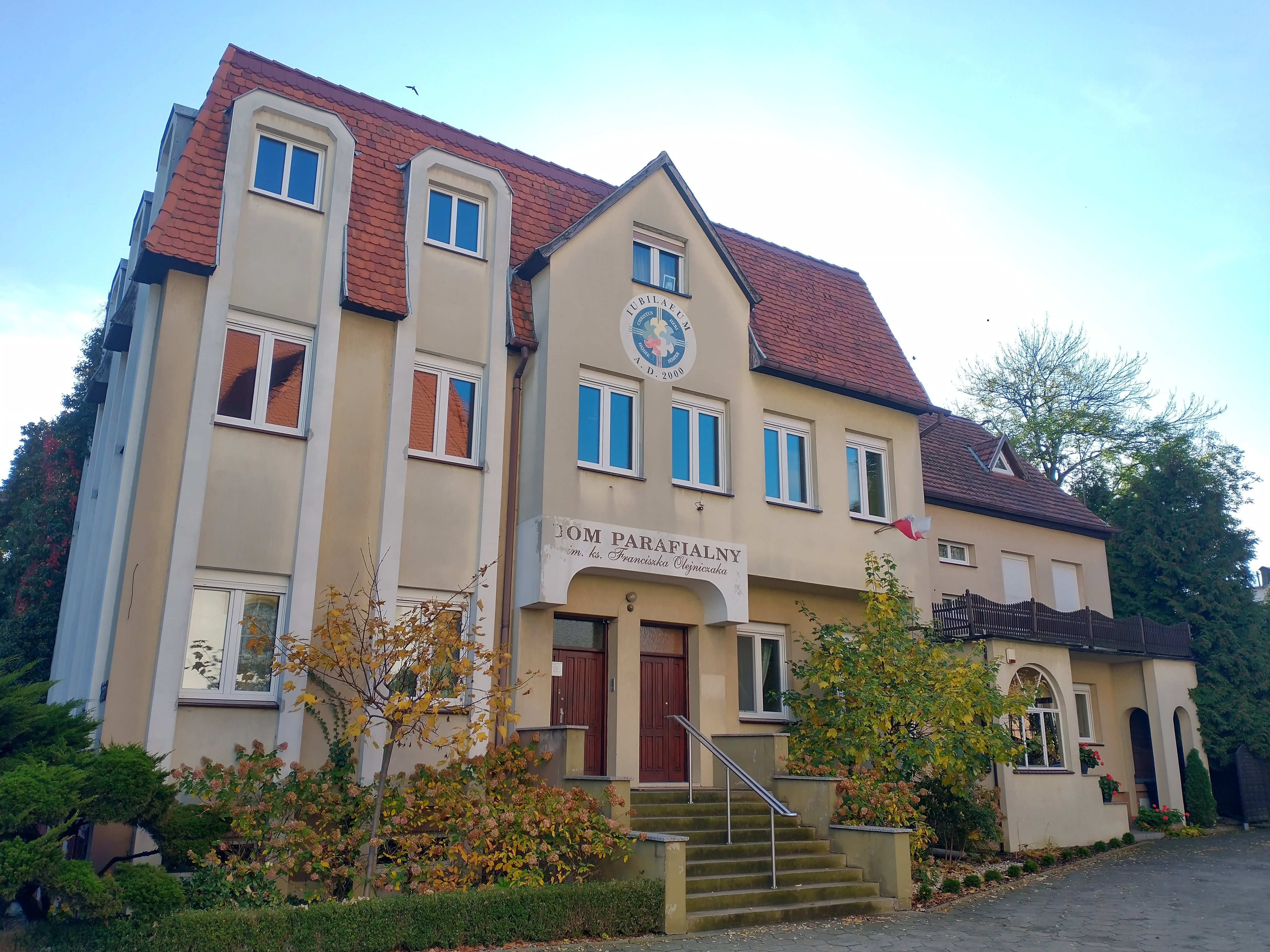
Dom parafialny